# Ryan Kiera Armstrong
Ryan Kiera Armstrong, född 10 mars 2010 i New York, är en amerikansk skådespelare.
Armstrong har bland annat medverkat i TV-serien Star Wars: Skeleton Crew. Hon har även medverkat i filmerna The Old Way och Eldfödd.
Armstrong är dotter till läkaren Berta Bacic och Dean Armstrong, som även han arbetar inom skådespelarbranschen. Hon har fyra äldre syskon.

## Filmografi (i urval)
- 2022 – Eldfödd
- 2023 – The Old Way
- 2024 – Star Wars: Skeleton Crew (TV-serie)
- 2025 – Stick (TV-serie)